# Mesochorus ukiahensis
Mesochorus ukiahensis là một loài tò vò trong họ Ichneumonidae.